# Clayton Pisani
Clayton Pisani (* 31. Juli 1978 in Iklin) ist ein ehemaliger maltesischer Fußballschiedsrichter.

## Sportlicher Werdegang
Pisani, der im Alter von 16 Jahren mit dem Schiedsrichterwesen begann, leitete ab 2003 Spiele in der Maltese Premier League. 2009 rückte er zum FIFA-Schiedsrichter auf und leitete anschließend auf internationaler Ebene Juniorenländerspiele, 2014 wurde er in die zweithöchste UEFA-Kategorie eingestuft. Bei der U-17-Europameisterschaft 2014 sammelte er anschließend Turniererfahrung und pfiff kurz nach Turnierende Ende Mai des Jahres beim Aufeinandertreffen von Estland und Gibraltar sein erstes A-Länderspiel. Ende des Jahres wurde er in die höchste UEFA-Kategorie befördert.
2010 pfiff Pisani erstmals das Finalspiel um den maltesischen Landespokal, in dem sich der FC Valletta mit einem 2:1-Erfolg über den FC Qormi durchsetzte. Vier Jahre später stand er beim 1:0-Erfolg des FC Valletta gegen die Sliema Wanderers erneut beim Pokalendspiel auf dem Platz. 2019 leitete er aufgrund einer Kooperation zwischen der Malta Football Association und dem NOFV sowie dem Sächsischen Fußball-Verband zwei Partien im Sachsenpokal.
Nach dem Ende der aktiven Schiedsrichterkarriere ist Pisani als Schiedsrichterbeobachter für die MFA und UEFA tätig.